# Le Train de Chattanooga
Pour plus de détails, voir Fiche technique et Distribution.
Le Train de Chattanooga (titre original : Chattanooga Choo Choo) est un film américain de Bruce Bilson sorti en 1984.

## Synopsis
Président d'une petite équipe de football américain, Bert Waters n'espère qu'une chose : toucher son héritage. Mais il lui reste à exaucer le vœu de son beau-père, il doit conduire le train Chattanooga Choo Choo allant de New York à Chattanooga, dans le Tennessee. Bert doit effectuer le voyage en seulement 24 heures. Il décide d'inviter tous les joueurs de son équipe ainsi que tous ses fans. Les ennuis ne font que commencer...

## Fiche technique
- Titre original : Chattanooga Choo Choo
- Réalisation : Bruce Bilson
- Scénario : Robert Mundi et Stephen Philip Smith
- Directeur de la photographie : Gary Graver
- Montage : Bud S. Isaacs
- Musique : Nelson Riddle
- Costumes : Jeff Billings
- Production : George Edwards
- Genre : Comédie
- Pays de production :  États-Unis
- Durée : 102 minutes
- Date de sortie :
  - États-Unis : 25 mai 1984

## Distribution
- Barbara Eden : Maggie Jones
- George Kennedy (VF : Jacques Ferrière) : Bert Waters
- Melissa Sue Anderson (VF : Céline Monsarrat) : Jennie
- Joe Namath : Newt Newton
- Bridget Hanley : Estelle
- Christopher McDonald (VF : Michel Papineschi) : Paul
- Clu Gulager : Sam
- James Horan : Mason
- David Roberts : Woodrow
- Professor Toru Tanaka : Hashimoto
- Paul Brinegar : Pee Wee
- John Steadman (en) : Norman
- Parley Baer : Alonzo Dillard
- Tony Azito : Lucky Pierre